# Edith Thys
Edith Olivia Thys, detta Edie (San Leandro, 31 marzo 1966), è un'ex sciatrice alpina statunitense.

## Biografia

### Carriera sciistica
Specialista delle prove veloci originaria di Squaw Valley, la Thys ottenne il primo piazzamento internazionale di rilievo in occasione del supergigante di Coppa del Mondo disputato il 28 novembre 1987 a Sestriere (7ª); ai successivi XV Giochi olimpici invernali di Calgary 1988, sua prima presenza olimpica, si classificò 18ª nella discesa libera, 9ª nel supergigante e non completò la combinata. Ai Mondiali di Saalbach-Hinterglemm 1991 ottenne l'unico piazzamento iridato in carriera, arrivando 9ª nel supergigante, e il 24 febbraio dello stesso anno conquistò a Furano nella medesima specialità l'unico podio in Coppa del Mondo (2ª).
Ai XVI Giochi olimpici invernali di Albertville 1992, sua ultima presenza olimpica, fu 25ª nella discesa libera e non completò lo slalom gigante; prese per l'ultima volta il via in Coppa del Mondo il 13 marzo 1993 a Kvitfjell in discesa libera (25ª) e si ritirò al termine della stagione 1994-1995: la sua ultima gara fu lo slalom gigante dei Campionati statunitensi 1995, disputato il 26 marzo a Park City e non completato dalla Thys.

### Altre attività
Dopo il ritiro è divenuta giornalista sportiva, collaborando tra l'altro con le riviste specializzate Ski Racing e SKI Magazine.

## Palmarès

### Coppa del Mondo
- Miglior piazzamento in classifica generale: 39ª nel 1991
- 1 podio:
  - 1 secondo posto